# Lessja Kalytowska
Lessja Kalytowska (ukrainisch Леся Калитовська, engl. Transkription Lesya Kalytovska; * 23. Februar 1988 in Oblast Lwiw) ist eine ehemalige ukrainische Radrennfahrerin. Ihre Spezialdisziplinen waren Einer- und Mannschaftsverfolgung.

## Sportliche Laufbahn
Ab 2005 war Kalytowska international erfolgreich, auf der Bahn wie auf der Straße. 2005 und 2006 wurde sie Junioren-Weltmeisterin sowie -Europameisterin in der Einerverfolgung, 2007 nochmals Europameisterin in der Verfolgung. Im Einzelzeitfahren belegte sie bei den Junioren-Europameisterschaften 2005 Platz drei. Seitdem stand sie viele Male bei internationalen und nationalen Wettbewerben auf dem Podium.
2007 wurde Lessja Kalytowska ukrainische Meisterin im Einzelzeitfahren. Bei den UCI-Bahn-Weltmeisterschaften 2008 in Manchester wurde sie Vize-Weltmeisterin in der Mannschaftsverfolgung, gemeinsam mit Switlana Haljuk und Ljubow Schulika. Im selben Jahr errang sie bei den Olympischen Spielen in Peking die Bronzemedaille in der Einerverfolgung; im Punktefahren wurde sie Fünfte.
2012 startete Kalytowska bei den Olympischen Spielen in London und belegte gemeinsam mit Jelysaweta Botschkarjowa und Switlana Haljuk Rang neun in der Mannschaftsverfolgung. Anschließend beendete sie ihre Radsportlaufbahn.

## Erfolge

### Bahn
2005
- Junioren-Weltmeisterin – Einerverfolgung
- Junioren-Europameisterin – Einerverfolgung

2006
- Junioren-Europameisterin – Einerverfolgung
- Junioren-Weltmeisterin – Einerverfolgung

2007
- Europameisterin (U23) – Einerverfolgung
- Bahnrad-Weltcup in Peking – Mannschaftsverfolgung (mit  Switlana Haljuk und Ljubow Bassowa)

2008
- Olympische Spiele – Einerverfolgung
- Weltmeisterschaft – Mannschaftsverfolgung (mit Switlana Haljuk und Ljubow Bassowa)
- Bahnrad-Weltcup in Los Angeles – Einerverfolgung, Mannschaftsverfolgung (mit Jelysaweta Botschkarjowa und Switlana Haljuk)
- Europameisterschaft (U23) – Straßenrennen

2010
- Europameisterschaft (U23) – Einzelzeitfahren

### Straße
2005
- Junioren-Europameisterschaft – Einzelzeitfahren

2006
- Junioren-Weltmeisterschaft – Einzelzeitfahren

2007
- Ukrainische Meisterin – Einzelzeitfahren

2008
- Europameisterschaft (U23) – Straßenrennen
- Europameisterschaft (U23) – Einzelzeitfahren

2010
- Europameisterschaft (U23) – Einzelzeitfahren